# Santa Bárbara (Antioquia)

Localização de Santa Bárbara, no departamento de Antioquia.

Santa Bárbara é uma cidade e município da Colômbia, no departamento de Antioquia. Dista 43 quilômetros de Medellín, a capital do departamento, e possui uma superfície de 185 quilômetros quadrados.